# TNT (canal TV)
TNT (inițial o abreviere a Turner Network Television) este un canal american de filme și seriale, patronat de Turner Broadcasting. A fost lansat pe 3 octombrie 1988 în Statele Unite ale Americii, pe 15 octombrie 1999 în Regatul Unit și în România pe 6 octombrie 2015, înlocuind canalul TCM. Varianta britanică s-a închis pe 1 iulie 2000.
Din februarie 2015, TNT a fost disponibil pentru aproximativ 95,3 milioane cablu, satelit și gospodării (81,9 % din gospodăriile cu cel puțin un televizor) în Statele Unite.
Din data de 23 octombrie 2021, TNT a fost înlocuit de Warner TV în România, după anunțul făcut pe 8 iulie.

## Istorie
Până la lansarea canalului în 1988, numele Turner Network Television era folosit de către Turner Broadcasting pentru variate evenimente sportive, printre care și primele jocuri Goodwill, organizate de Turner însuși, în 1986.
Canalul a fost lansat pe 3 octombrie 1988, la 8 p.m. Ora Americii, cu o înregistrare a imnului The Star Spangled Banner, care a ramas o tradiție pentru fiecare data când se lansează un canal patronat de Turner. Primul film transmis pe TNT a fost Gone with the Wind, un film clasic din 1939 ale cărui drepturi au fost cumpărate de fondatorul Turner. Se spune ca acest film a fost ales fiindcă este filmul lui preferat. Acest film a fost transmis și pentru prima oară pe TCM, în aprilie 1994.
TNT a fost inițial un canal specializat pe filme vechi si seriale TV, dar încet a început sa adauge emisiuni originale și niciodată reluări. Când TNT a început sa emite filme clasice din librăria MGM cumpărata de Turner, canalul a avut controverse din cauza versiunilor color a multor filme clasice care au fost filmate alb-negru.
Pe 17 septembrie 1993, împreună cu Cartoon Network, a fost lansat în Europa ca un canal partajat până pe 15 octombrie 1999, când TNT a fost relansat sub numele de Turner Classic Movies. Din 1999 pana pe 1 iulie 2000, exista TNT, pentru cablu analogic și satelit, însă nu ca un canal de filme clasice, TNT începând să fie un canal de divertisment. Pe 1 iulie 2000, TNT a fost închis definitiv, relansându-se sub numele de TCM. 
În 1995, TNT a început sa transmită WCW Monday Nitro, care a preluat distincția de show principal al defunctului World Championship Wresling, de la WCW Saturday Night, ce a debutat pe TBS din 1992, pana în 2000. La acel timp, era cea mai vizionată emisiune pe televiziunea prin cablu. Timp de 83 de săptămâni, WCW Monday Nitro a bătut showul WWE, Monday Night Raw, în rating-uri din 1996 până în mijlocul anului 1998.
Canalul mai era cunoscut și pentru emisiunile de noapte, unul dintre ele fiind MonsterVision, un night-show în care erau filme de buget slab din anii de aur ai Hollywood-ului.
Până în 1998, TNT transmitea și desene animate, printre care The Flintstones, Scooby-Doo, Laboratorul lui Dexter în block-ul zilnic TNT Toons. După aceea, ele a fost mutate pe Cartoon Network, și pe Boomerang, la lansarea din 2000.
În 2001, TNT a suferit un rebranding, în care și-a schimbat sigla, sloganul și conținutul, fiind axat pe drame și seriale marca TNT.
Pe 1 ianuarie 2003, TNT a lansat un flux substitut numit TNT Plus, deși nu reflecta identitatea canalului. Scopul evident al acestei stabiliri a fost să forțeze renegocierile cu furnizorii de cablu și satelit pentru a spori plata de transport pentru a ajuta plata contractelor noi NBA și NASCAR ale TNT înainte de acordarea distribuirii canalului cu furnizorii să fie programate pentru reînnoire. 
Pe 7 decembrie 2008, TNT a dezvelit o nouă versiune a siglei sale, arătând argintiu sau uneori auriu. Sloganul "We know drama" a rămas, dar canalul a adăugat un focus pe serialele originale și anunțase că va da timp de trei nopți pe săptămână seriale originale în primetime, începând în 2009. În 2012, TNT s-a rebranderat cu un nou slogan: "Drama, Period". (vizual apărând ca "Drama," cu sigla TNT servind ca simbolul perioadei-punctului), cu sigla recolorată pentru a corespunde temelor serialelor difuzate.
Pe 14 mai 2014, TNT și-a alterat brand-ul în "TNT Drama" și a introdus un nou slogan, "Boom". Campania reflectă refocusarea canalului spre serialele de acțiune-aventură, sci-fi, fantezie, mister și suspans înafară de cele criminalistice. Canalul a cumpărat drepturile de televiziune pentru următoarele 5 filme Marvel, începând cu Avengers: Age of Ultron. În 2016, TNT și-a schimbat sigla după 15 ani, mai târziu decât canalul-soră TBS, ce și-a schimbat sigla pe  31 octombrie 2015.

## TNT Classic Movies
Creat pe 17 septembrie 1993, TNT Classic Movies dădea filme clasice pană pe 15 octombrie 1999 în frecventa analog fără abonare via satelitul Astra 1C. Programele sale erau emise în toată Europa și în bazinul Mediteranean în mai multe limbi (engleza, franceza, spaniola, finlandeza, norvegiana, suedeza și italiana) dintr-un releu aflat în Regatul Unit. Era posibil sa alegi limba dorita schimbând frecventa audio fără a schimba frecventa video. Totuși, unele filme erau doar în limba engleza. Se putea folosi teletextul și pentru subtitrări. Posibilitatea de schimbare a limbilor era comunicata la începutul fiecărui film printr-un sistem de pictograme, colorate diferit pentru fiecare limba în parte, cu sau fără narație ce ținea câteva secunde. Difuzarea era continua, cu câteva pauze de publicitate. 
Frecvent, TNT Classic Movies făcea tributuri unor actori sau unor stiluri cinematografice.
Acest canal era partajat zilnic împreună cu canalul pentru copii și pre-adolescenți Cartoon Network sub sloganul: "Toons by day & movies by night", intre orele 11pm și 7am (ora României).
În 1998, TNT Classic Movies a sfârșit programul său multilingual și începuse sa emite exclusiv în engleza, dar si sa introducă show-ul WCW Monday Nitro în fiecare vineri, la cinci zile după emiterea pe TNT USA. Transmiterea analog prin satelit a TNT Classic Movies se va termina pe 15 octombrie 1999, fiind înlocuit de TCM. TNT Classic Movies va emite totuși prin cablu 24 de ore pe zi  până pe 1 septembrie 2000.

## În România
Pe 1 septembrie 1998, Turner Broadcasting a lansat Cartoon Network/TNT Classic Movies în România, Polonia și Ungaria în limba engleză. De la 15 octombrie 1999 (lansarea TCM în Europa) până în septembrie 2002, România a păstrat TNT la stadiul de canal de filme clasice, în timp ce Polonia și Ungaria îl rebranduiseră în TCM. Pe 1 iulie 2000, TNT România a fost relansat sub numele de TCM, canal axat pe filme clasice, pentru ca peste 15 ani, să revină la vechea denumire de TNT. Pe data de 23 octombrie 2021, TNT a fost înlocuit de Warner TV.

## Satelit
RCS & RDS 
Telekom TV
Vodafone România
Focus Sat